# МФК Карвина
Карвина (на чешки: Městský fotbalový klub Karviná) е чешки футболен клуб от едноименния град Карвина. Създаден през 2003 г. Домакинските си срещи играе на „Градския стадион“ в Карвина с капацитет 4833 места.
Състезава се в Първа лига – висшата дивизия на Чехия.
Играят в зелено и бяло.

## История
Гпад Карвина, е разположен в Силезия, и се явява мултинационален, в него са съществували няколко футболни клуба, основани от различни етнически групи. След Първата световна война са били основани 4 клуба, принадлежащи на полски, чешки, немски и еврейски национални групи.
Най-известният клуб – ПКС Полония Карвина е основан през 1919 година. След Втората световна война немските и еврейските клубове не се възстановяват повече. Полските и чешите съществуват до 1950-те години, докато се образува Чехословакии. Чешките са обединени в ЗСЙ ОКД Мир Карвина. По-късно и полския клуб „Полония“ се влива в този клуб.

## Предишни имена
| Години      | Име                                                                       |
| ----------- | ------------------------------------------------------------------------- |
| 2003 – 2008 | МФК „Карвина“ Městský fotbalový klub Karviná                              |
| 2008 – 2016 | МФК „ОКД Карвина“ Městský fotbalový klub Ostravsko-karvinské doly Karviná |
| 2016 –      | МФК „Карвина“ Městský fotbalový klub Karviná                              |

## Отличия
в  Чехия: (1993 –)
- Фортуна лига: (1 ниво)
  - 10-о място (1): 2016/17
- Купа на Чехия:
  -  1/4 финалист (2): 2016/17, 2018/19
- Футболна национална лига: (2 ниво)
  -  Шампион (1): 2015/16

## Български футболисти
- Стивън Петков: 2019/20 (наем) - (11 мача - 0 гола)